# Joaquín Ysasi-Ysasmendi
José Joaquín de Ysasi-Ysasmendi (en ocasiones, Joaquín de Isasi-Isasmendi) (Bilbao, 5 de octubre de 1896-Madrid, 7 de julio de 1971) fue un militar español, notable por su papel en los primeros días de la Guerra civil española.

## Biografía
Fue uno de los vástagos del matrimonio formado por el político vizcaíno Pascual de Isasi-Isasmendi que llegó a ser diputado neocatólico en 1867 y, de nuevo, en 1869 por la candidatura carlista; y su mujer Dolores Aróstegui Vierna. Tuvo al menos dos hermanos: Manuel, ingeniero; y Juan María (1894)

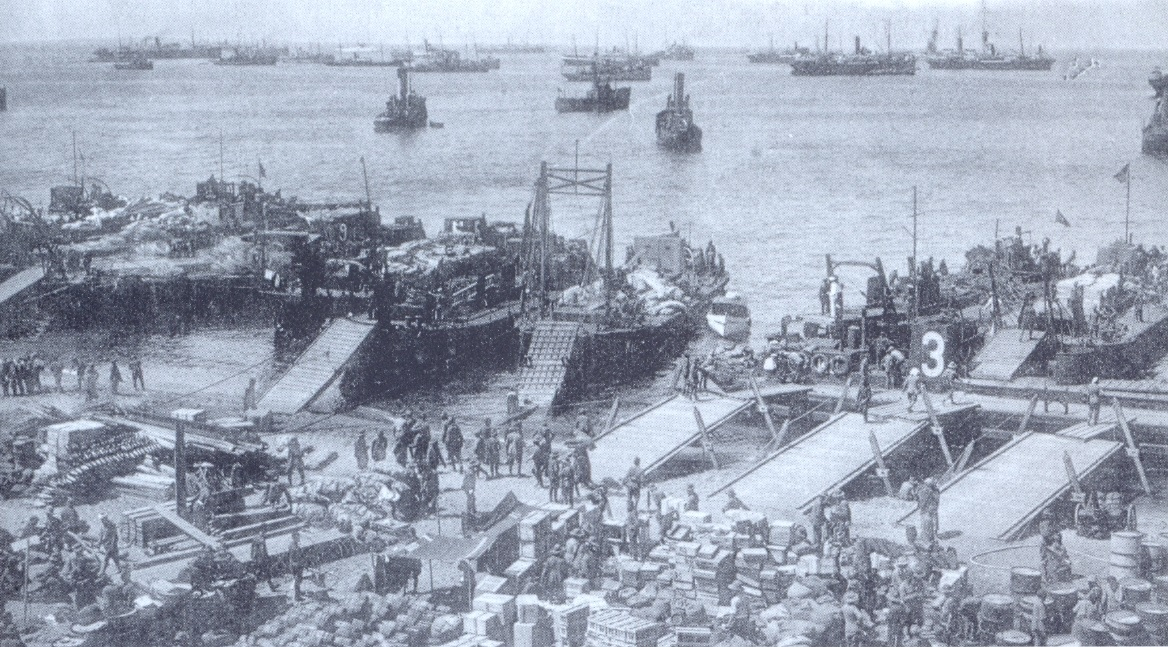
La playa de Morro Nuevo durante el Desembarco de Alhucemas, en que participó Joaquín.

En su juventud, junto a su compañero de colegio Juan Ignacio Luca de Tena (futuro periodista e hijo del fundador de Prensa Española, Torcuato Luca de Tena) participó en el suplemento Gente menuda. Posteriormente, en 1913, ambos fundaron la revista La Proyección, de la que Joaquín era director artístico y en la que participan nombres que como Luca de Tena serían fundamentales para el periodismo español del siglo XX: Rafael Sánchez Guerra, Ricardo de la Cierva o Rafael Pastor. Siguió la carrera militar ingresando en el Arma de Caballería, realizando estudios en la Escuela Superior de Guerra de París.Participó como oficial de Estado Mayor en la guerra del Rif, participando a las órdenes del general Emilio Pérez Fernández y junto al entonces comandante Francisco Franco en el Desembarco de Alhucemas (8 de septiembre de 1925). 
En la segunda mitad de la década de 1920, se especializó en fotogrametría militar. Participó en distintas conferencias y cursos de fotogrametría en Europa. A finales de esta década fue autor de dos obras sobre esta materia.
En el momento de comenzar la Guerra civil se encontraba en Madrid, tras un mes sin presentarse en su destino en Estado Mayor, en septiembre de 1936 fue destinado al frente de Talavera de la Reina. En el momento de su partida al frente tenía tomada la decisión de pasar al bando sublevado desde esa posición. 
Fue conducido como prisionero de guerra a Talavera de la Reina, en cuya plaza mayor fue reconocido por su amigo Juan Ignacio Luca de Tena quien intercedió ante Franco para que fuera liberado y pudiera proporcionar a este último información directa sobre el fracaso de la sublevación en Madrid. Francisco Franco recibió a Joaquín (que había luchado bajo sus órdenes en el Desembarco de Alhucemas). Joaquín le relató aspectos del fracaso de la sublevación en Madrid que Franco desconocía.
El 8 de marzo de 1939 fue destinado al Ejército del Sur.En 1944 fue nombrado secretario del Consejo Superior Geográfico.Tres años después fue destinado como agregado militar a la Embajada de España en Londres, permaneciendo en este destino hasta 1955 cuando fue designado como Jefe de Instrucción del Estado Mayor Central del Ejército. El año siguiente fue nombrado Jefe de Estado Mayor de la séptima Región Militar y del Cuerpo de Ejército siete.Fue nombrado consejero militar del Consejo Supremo de Justicia Militar (29 de agosto de 1964-)
Le fue concedido de forma póstuma el empleo de teniente general.
Contrajo matrimonio con Mercedes de Adaro y Abaitúa (1895-1993), entre cuyos hijos se encuentra José Joaquín Ysasi-Ysasmendi, abogado del Estado y empresario.

## Órdenes y empleos

### Órdenes
- Gran cruz de la Orden del Mérito Militar, con distintivo blanco. (27 de marzo de 1958)[15]

### Empleos
- Teniente general
- General de división (29 de agosto de 1958)[16]

## Obras
- Fotogrametria terrestre Nociones y normas para su aplicación al levantamiento de planos. Talleres del Depotº de la Guerra. 1928.
- Una campaña fotogramétrica en los Pirineos; comunicación leída en el XII Congreso de la Asociación Española para el Progreso de las Ciencias. Talleres del Depósito Geográfico e Histórico del Ejército. 1929.